# 祖州
祖州，辽朝时设置的州。
耶律阿保机置，因其高祖、曾祖、祖父、父亲皆诞生于此，所以得名。治所在今内蒙古自治区赤峰市巴林左旗西南石房子村。亦有研究者认为在赤峰市阿鲁科尔沁旗罕苏木苏木的查干浩特城址最初为辽祖州州城遗址。辖境约当今内蒙古自治区巴林左旗、巴林右旗的一部分。阿保机秋季狩猎多在此，建有西楼。城高二丈，西北隅有内城及殿；东为州廨、官舍、绫锦院等，东南横街四隅有楼，下连市肆。为契丹政治、经济、文化中心之一。金朝天会八年（1130年），改为奉州。